# Миропольская, Агафоника Васильевна
Агафо́ника Васи́льевна Миропо́льская (16 (29) декабря 1909 год — 6 июня 1996) — русская и советская актриса театра, народная артистка РСФСР (1967).

## Биография
Агафоника Васильевна Миропольская родилась 16 (29) декабря 1909 года.
В 1930 году окончила Московский центральный техникум театрального искусства (ЦЕТЕТИС; ныне ГИТИС). Работала в московских театрах (Рабочий театр, Историко-революционный, Театр-студия под руководством Дикого), Ленинградском Большом драматическом театре имени М. Горького, затем в театрах Душанбе, Таллина.
С 1957 года выступала в Калининградском драматическом театре. Играла драматические и характерные роли. Её героини были наделены сильным, волевым, целеустремлённым характером. Выступала и как режиссёр. Была председателем правления Калининградского областного отделения Всероссийского театрального общества.
Умерла 6 июня 1996 года.

## Награды и премии
- Народная артистка Таджикской ССР (1945).
- Народная артистка РСФСР (1967).
- Орден Октябрьской Революции.
- Медаль «За трудовое отличие» (1956)[1].

## Работы в театре

### Актриса
- «Мораль пани Дульской» Г. Запольская — пани Дульская
- «Мастерица варить кашу» Н. Чернышевский — Карелина
- «Три сестры» А. П. Чехова — Маша
- «Таланты и поклонники» А. Н. Островский — Негина
- «Без вины вмноватые» А. Н. Островский — Кручинина
- «Филумена Мартурано» Э. де Филиппо — Филумена Мартурано
- «Мать» К.Чапека — Мать

### Режиссёр
- 1941 — «Браконьеры» Эугена Раннета.

## Память
- Мемориальная табличка в Калининграде на доме № 9 по улице Космонавта Леонова, где актриса жила с 1975 по 1986 год[2].